# Scheloribates diversidactylus
Scheloribates diversidactylus är en kvalsterart som först beskrevs av Hammer 1961.  Scheloribates diversidactylus ingår i släktet Scheloribates och familjen Scheloribatidae. Inga underarter finns listade i Catalogue of Life.